# Rajiv Mehra
Rajiv Mehra – indyjski reżyser, scenarzysta i producent filmowy. Śpiewa też w playbacku.

## Filmografia

### Reżyser
1. Na drodze miłości (Ram Jaane, 1995)
2. Cuda się zdarzają (Chamatkar, 1992) - również scenariusz
3. Aakhri Adaalat (1988)
4. Pyaar Ke Do Pal (1986)
5. Ek Jaan Hain Hum (1983)

### Producent wykonawczy
1. Ashanti (1982)
2. Przygody Ali Baby i czterdziestu rozbójników (Alibaba Aur 40 Chor, 1980)

### Śpiew w playbacku
- Pehla Nasha (1993)